# Araǰin Xowmb 2005
L'Araǰin Xowmb 2005 è stata la 15ª edizione della seconda serie del campionato armeno di calcio.

## Stagione

### Novità
Al termine della passata stagione il Lernayin Artsakh è stato promosso in Bardsragujn chumb, dalla quale non vi è stata alcuna retrocessione.
Lokomotiv Erevan e Dinamo-VZ Erevan (seconda squadra della Dinamo-2000 Yerevan, non si sono iscritte al campionato.
Le seguenti squadre si sono iscritte al campionato: Abovyan ed Erevan United.

### Formula
Le quindici squadre si affrontano due volte, per un totale di ventotto partite, più due turni di riposo. La prima classificata, viene promossa in Bardsragujn chumb. La seconda classificata, invece, disputa uno spareggio promozione-retrocessione contro la penultima classificata della Bardsragujn chumb 2005.

## Classifica
|  | Pos. | Squadra                 | Pt | G  | V  | N | P  | GF | GS  | DR   |
|  | ---- | ----------------------- | -- | -- | -- | - | -- | -- | --- | ---- |
|  | 1.   | P'yownik 2              | 57 | 24 | 18 | 3 | 3  | 82 | 15  | +67  |
|  | 2.   | Ararat                  | 56 | 24 | 18 | 2 | 4  | 72 | 18  | +54  |
|  | 3.   | Ganjasar                | 51 | 24 | 16 | 3 | 5  | 62 | 24  | +38  |
|  | 4.   | Erevan United (-3)      | 50 | 24 | 16 | 5 | 3  | 64 | 22  | +42  |
|  | 5.   | Mika Erevan 2           | 50 | 24 | 14 | 8 | 2  | 64 | 16  | +48  |
|  | 6.   | Banants 2               | 40 | 24 | 12 | 4 | 8  | 57 | 38  | +19  |
|  | 7.   | Kotayk' 2               | 31 | 24 | 9  | 4 | 11 | 39 | 45  | -6   |
|  | 8.   | Vagharshapat            | 28 | 24 | 8  | 4 | 12 | 38 | 59  | -21  |
|  | 9.   | FIMA Erevan             | 25 | 24 | 7  | 4 | 13 | 27 | 43  | -16  |
|  | 10.  | Dinamo Erevan (-3)      | 18 | 24 | 6  | 3 | 15 | 26 | 56  | -30  |
|  | 11.  | Lori                    | 18 | 24 | 6  | 0 | 18 | 39 | 77  | -38  |
|  | 12.  | Abovyan                 | 6  | 24 | 2  | 0 | 22 | 12 | 125 | -112 |
|  | 13.  | Zenit Charentsavan (-6) | 6  | 24 | 4  | 0 | 20 | 12 | 57  | -45  |
|  | 14.  | Araks Ararat            | 0  | –  | –  | – | –  | –  | –   | –    |
|  | 15.  | Banants 3               | 0  | –  | –  | – | –  | –  | –   | –    |

Legenda:
      Promossa in Bardsragujn chumb 2006
 Ammessa allo spareggio promozione-retrocessione
      Escluso a campionato in corso.
Note:
Tre punti a vittoria, uno a pareggio, zero a sconfitta.

## Spareggio promozione/retrocessione
|       | Risultati |          | Data            |
| ----- | --------- | -------- | --------------- |
| Širak | 5 - 1     | Ganjasar | 22 ottobre 2005 |